# Benzophenon
Benzophenone là một hợp chất hữu cơ với công thức (C6H5)2CO, thường được viết tắt là Ph2CO. Benzophenone được sử dụng rộng rãi trong việc xây dựng khối trong hóa học hữu cơ, là diarylketone mẹ.

## Sử dụng
Benzophenone có thể được sử dụng như một chất khởi đầu ảnh trong các ứng dụng xử lý UV như mực, tạo hình ảnh, và các lớp phủ trong ngành in. Benzophenone ngăn chặn tia cực tím (UV) khử mùi và màu gây hại trong các sản phẩm như nước hoa và xà phòng. Nó cũng có thể được thêm vào bao bì nhựa như là một loại hoá chất chặn tia cực tím. Sử dụng của nó cho phép các nhà sản xuất đóng gói sản phẩm trong thủy tinh hoặc nhựa trong. Nếu không có nó, bao bì đục hoặc tối sẽ được yêu cầu.

## Sản xuất
Theo Phản ứng Friedel-Crafts giữa benzen và phosgene, có nhôm clorua làm chất xúc tác:
C6H6 + COCl2 -> (C6H5)2CO + 2HCl ( xúc tác AlCl3)
Cách thứ 2, oxy hoá không hoàn toàn diphenylmethan bằng oxy không khí, có xúc tác đồng kim loại:
(C6H5)2CH2 + O2 -> (C6H5)2CO + H2O (xúc tác Cu, to)
Cách thứ 3, sản xuất thông qua nung canxi benzoat khan:
(C6H5COO)2Ca -> (C6H5)2CO + CaO +CO2 (to)
Trong các ứng dụng sinh học, benzophenones đã được sử dụng rộng rãi như các đầu dò photophysical để xác định và lập bản đồ tương tác protein-peptide.